# 周礼駅 (韓国鉄道公社)
周礼駅（チュレえき）は、大韓民国釜山広域市沙上区にかつて存在した韓国鉄道公社（KORAIL）伽倻線の駅である。

## 歴史
- 1989年8月16日 - 開業。
- 2014年1月24日 - 廃止。

## 駅周辺
- ●釜山都市鉄道2号線周礼駅
- 東西大学校
- 報勲病院

## 隣の駅
韓国鉄道公社
伽倻線
沙上駅 ‐ 周礼駅 - 伽倻駅